# Poids public (Leyde)
Pour les articles homonymes, voir Poids public et Poids (homonymie).

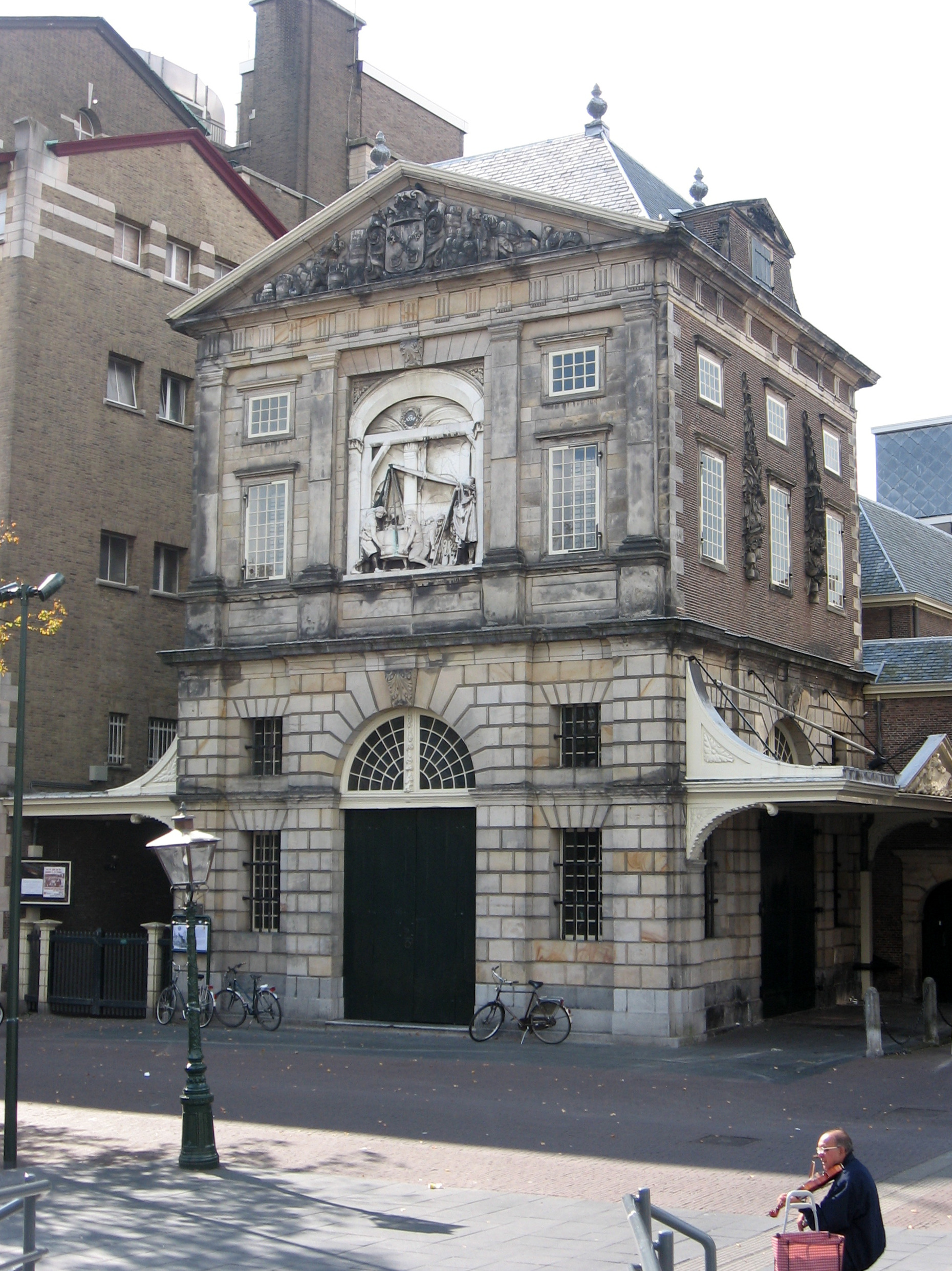
Le Poids Public de Leyde.

Le poids public (en néerlandais : De Waag) est un monument historique qui se situe au no. 21 de la rue Aalmarkt à Leyde, au confluent du Nouveau Rhin (en néerlandais : Nieuwe Rijn) et du Vieux Rhin (en néerlandais : Oude Rijn) au cœur de la ville.
L'édifice est conçu par l'architecte néerlandais Pieter Post vers 1657 et sa construction est achevée en 1659. Pendant des siècles, les marchands utilisent le poids public pour peser leurs produits et les commercer. En outre le monument est utilisé pour divers usages officiels. Par exemple Govert Bidloo a transformé une mansarde en une salle d'autopsie pour étudier le corps humain.
Le poids public est utilisé en tant que tel jusqu'en 1972, ou du fromage a été pesé et vendu. Aujourd'hui, le bâtiment est utilisé à des fins culturelles pour des réceptions, des concerts ou des événements protocolaires,.